# Bloc 8406
Le Bloc 8406 du "Manifeste sur la liberté et la démocratie pour le Vietnam 2006" (en vietnamien : Khối 8406 Tuyên Ngôn Tự Do Dân Chủ Cho Việt Nam 2006) est une coalition unifiée de partis politiques et de groupes au Vietnam qui plaident pour des réformes démocratiques au Vietnam. Son nom vient de la date du manifeste du 8 avril 2006, signé au départ par 188 dissidents demandant le multipartisme. Le soutien crut ensuite à des milliers de personnes, y compris le prêtre catholique Nguyen Van Ly, récemment condamné à 8 ans de prison pour son soutien à ce groupe.